# 加伊 (普斯托梅特區)
49°45′50″N 24°15′57″E / 49.76389°N 24.26583°E
加伊（烏克蘭語：Гаї），是烏克蘭西部的村莊，隸屬利維夫州的利維夫區。該村始建於1391年，面積3.55平方公里，海拔高度252米，2024年人口382，人口密度每平方公里119.72人。